# Лехуза вухата
Лехуза вухата (Phodilus badius) — вид совоподібних птахів родини сипухових (Tytonidae).

## Поширення
Вид поширений в Південно-Східній Азії від Східної Індії до Хайнаню та Калімантану.

## Опис
Птах завдовжки 23-33 см. Дзьоб жовтий. Оперення на верхній частині тіла каштаново-золотисте, на нижній — біло-рожеве з коричневими плямами. Оперення лицьового диска світло-коричневе.

## Спосіб життя
Нічний хижак. Полює на дрібних ссавців, птахів, плазунів, великих комах. Полює серед густої рослинності тропічних джунглів.

## Підвиди
- Phodilus badius arixuthus Oberholser, 1932
- Phodilus badius badius (Horsfield, 1821)
- Phodilus badius parvus Chasen, 1937
- Phodilus badius ripleyi Hussain & Reza Khan, 1978
- Phodilus badius saturatus Robinson, 1927